# ゴースト・ライダーズ・イン・ザ・スカイ
ゴースト・ライダーズ・イン・ザ・スカイ（(Ghost) Riders in the Sky: A Cowboy Legend）はカントリー・ミュージックの曲である。サザン・ロック版など、さまざまなヴァージョンが存在している。オリジナルは、スタン・ジョーンズ。

## 概要
1948年、スタン・ジョーンズによって発表された。色々なバージョンにアレンジされ、1949年のクロスオーバー・ポップスチャートにランクインしている。タイトルは『ゴースト・ライダーズ』『ゴースト・ライダーズ・イン・ザ・スカイ』『カウボーイ・レジェンド』と様々だが、ASCAPのリストによれば『ライダーズ・イン・ザ・スカイ』となっている。
この曲は、カウボーイの言い伝えがもとになっている。雷鳴がとどろく空を、カウボーイの亡霊に追われる、赤い目と鋼鉄のひづめを持った牛の幻を見たカウボーイが、行く道を変えないと、おまえは、果てしない空で、永遠に悪魔の飼う牛たちを追いかける運命に陥るだろうと忠告される。ジョーンズは、12歳の時に、友人であった年配のカウボーイからこの話を聞かされたと言う。この話は、北欧の伝説であるワイルドハントをほうふつとさせる。
この曲をレコード化したアーティストは、サザン・ロックのアウトローズや、ジョニー・キャッシュ、ヴォーン・モンロー、ビング・クロスビーを始め50名以上にのぼる。フランキー・レインやマーティー・ロビンス、ラムロッズなどもカバーしている。ジーン・オートリーは1949年の映画『ライダーズ・イン・ザ・スカイ』の中でこの曲を歌い、ジョーンズ自身は1957年のアルバム『クリーキン・レザー』でレコード化している。また、ドアーズの『ライダーズ・オン・ザ・ストーム』にも影響を与えている。ドアーズは『ゴースト・ライダーズ・イン・ザ・スカイ』もカバーしている。
マーベル・コミックの漫画『ゴーストライダー』のキャラクターにも影響を与えている。
また、アストン・ヴィラの、ゴール裏立見席の応援歌にもなっている。

## 曲をカバーしたアーティスト
- ヴォーン・モンロー（1949）
- ビング・クロスビー（1949）
- ペギー・リー（1949）
- スパイク・ジョーンズ（1949）
- サンズ・オブ・パイオニアズ
- 小坂一也とワゴン・マスターズ（1956） - 曲名は「ライダース・イン・ザ・スカイ」
- ニール・レヴァン（1961）
- ブラザーズ・フォー（1961）
- ボブ・ジェームス（1962）
- フランキー・レイン（1963）
- トム・ジョーンズ（1967）
- エルビス・プレスリー（1970）
- ジョニー・キャッシュ（1979）
- シャドウズ（1980）
- アウトローズ（1981）
- ミルトン・ナシメント（1981）
- ブルース・ブラザーズ（2000）
- ベンチャーズ
- チルドレン・オブ・ボドム（2008）

他にマーティー・ロビンス、ディーン・マーティン、ボストン・ポップス・オーケストラなどもカバーしている。